# 786
Évszázadok: 7. század – 8. század – 9. század
Évtizedek: 730-as évek – 740-es évek – 750-es évek – 760-as évek – 770-es évek – 780-as évek – 790-es évek – 800-as évek – 810-es évek – 820-as évek – 830-as évek
Évek: 781 – 782 – 783 – 784 –  785 – 786 – 787 – 788 – 789 – 790 – 791

## Események

### Európa
- Nagy Károly frank király Hardrad türingiai gróf lázadásának leverése után az év végén Itáliába utazik. Firenzében tölti a karácsonyt, majd Rómába indul tovább. Mivel fenyegetve érzi magát a frankoktól, II. Arechis beneventói herceg békeszerződést köt a Nápolyi Hercegséggel.
- A korábbi wessexi uralkodó, Sigeberht öccse, Cyneheard meggyilkolja Cynewulf királyt. A nemesség azonban nem támogatja trónigényét, hanem kivégzik Cyneheardot, a trónt pedig merciai támogatással Beorhtric szerzi meg. Riválisa, Ecgberht vereséget szenved és a frankokhoz menekül.
- Eiréné bizánci régens zsinatot hív össze az ikontisztelet visszaállítására, de a gyűlést a képrombolást támogató katonák zavarják meg és inkább feloszlatják.
- I. Adorján pápa Ostia és Todi püspökeinek személyében legátusokat küld Britanniába (597 óta először), hogy felmérjék az egyház ottani helyzetét.

### Abbászida Kalifátus
- Ali kalifa leszármazottja, al-Huszajn ibn Ali fellázad al-Hádí kalifa ellen. Megpróbálja uralma alá vonni Medinát, de a lakosság ellenáll, majd Mekka felé indul. A kalifához hű csapatok a fahhi csatában szétverik a felkelőket. Az egyik lázadó, a Mohamed prófétától származó Idrísz ibn Abdalláh Marokkóba menekül, ahol megalapítja az Idríszida dinasztiát.
- 22 éves korában meghal al-Hádí kalifa (halálának oka nem ismert, a történetírók szerint a hasában felfakadt fekély miatt halt meg, de az is lehet hogy saját anyja, a hataloméhes  al-Hajzurán gyilkoltatta meg). Utóda öccse, Hárún ar-Rásíd.

## Születések
- október 10. – Szaga, japán császár
- Al-Mamún, abbászida kalifa

## Halálozások
- szeptember 14. – al-Hádí, abbászida kalifa
- október 16. – Lullus, mainzi érsek
- Tifliszi Abo, keresztény mártír
- Cynewulf, wessexi király
- Desiderius, longobárd király

## Fordítás
- Ez a szócikk részben vagy egészben  a(z)   786 című angol Wikipédia-szócikk ezen változatának fordításán alapul.  Az eredeti cikk szerkesztőit annak laptörténete sorolja fel. Ez a jelzés csupán a megfogalmazás eredetét és a szerzői jogokat jelzi, nem szolgál a cikkben szereplő információk forrásmegjelöléseként.